# Jacques-Marie Rougé
Pour les articles homonymes, voir Rougé (homonymie).

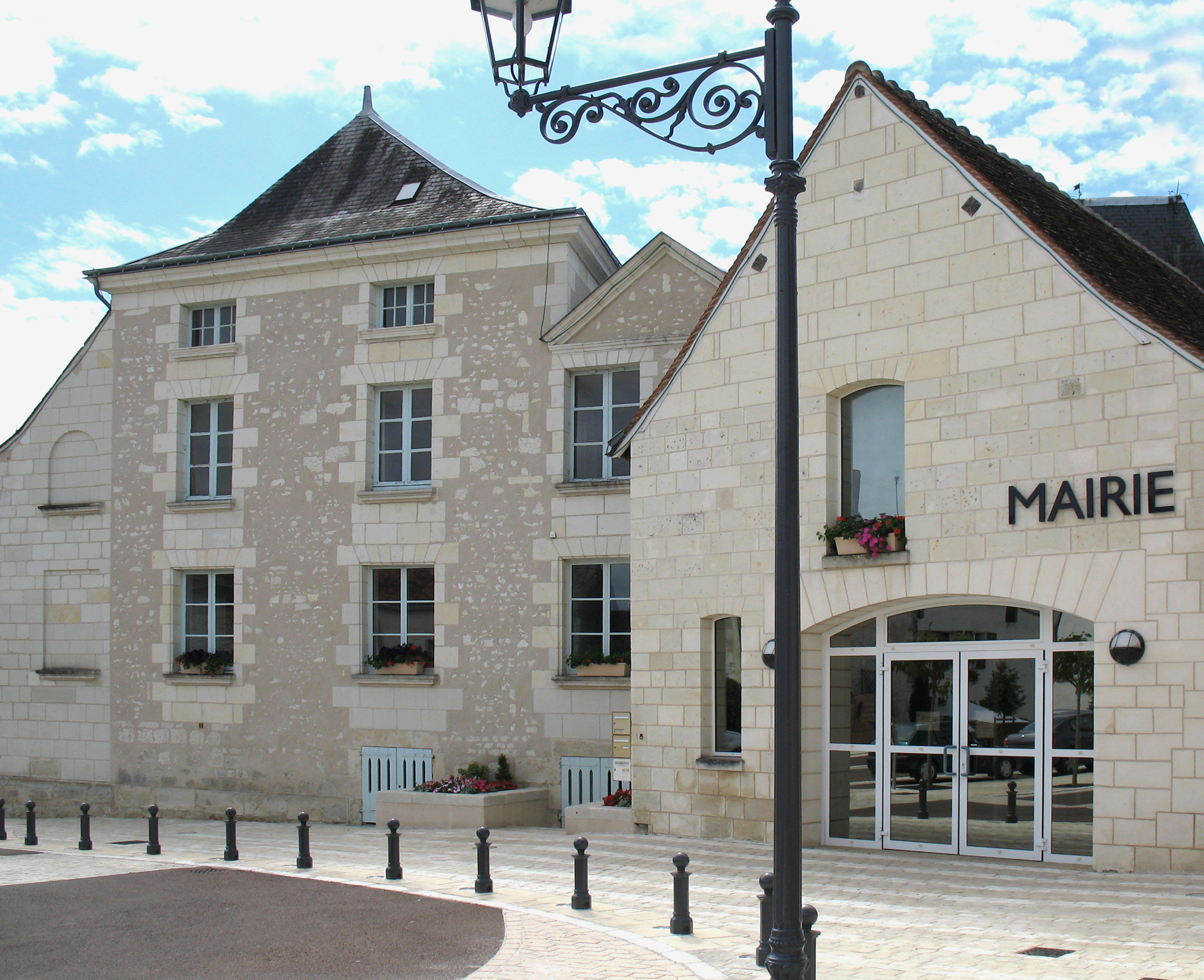
Ligueil

Jacques-Marie François Rougé, né à Ligueil le 29 janvier 1873 et décédé à Tours le 21 octobre 1956, est un écrivain tourangeau, conservateur du musée du Folklore de Loches et du musée préhistorique du Grand-Pressigny. Ce folkloriste, au sens de spécialiste du folklore, n'a cessé de militer pour ses convictions régionalistes pendant l'entre-deux-guerres et sous le régime pétainiste.

## Un disciple deFrédéric Mistralen Touraine
Jacques-Marie Rougé est le premier véritable folkloriste, on dit alors "traditionniste", de la Touraine. Il est notamment l'auteur du Folklore de la Touraine publié en 1931, en 1943 puis en 1947. Il est le créateur du musée du Terroir de Loches en 1925. Il a contribué à faire connaître sa province natale, par ses écrits sur l'histoire et le folklore du Lochois, puis de la Touraine, jusqu'à sa mort en 1956. Le folklore, en tant que champ de recherche scientifique, s'éteindra avec lui en Touraine. Son œuvre a fondé l'identité du pays lochois. Nommé conservateur-adjoint de la bibliothèque municipale de Tours en 1923, il sera l'un des acteurs du sauvetage des manuscrits médiévaux de cette bibliothèque, lorsqu'elle sera incendiée par le bombardement allemand du 19 juin 1940. Bibliothécaire de la Société archéologique de Touraine, il a été l'un des animateurs de cette société, avant guerre.
Ami de l'écrivain et académicien René Boylesve, il a été, avec Hubert-Fillay de Blois, l'un des animateurs du mouvement régionaliste de Charles-Brun dans la région ligérienne, durant la première moitié du XXe siècle. Il participera également à la création de L'École de la Loire, association qui regroupe toute sorte d'artistes et d'écrivains sur tout le Val de Loire.

## Œuvres
- Jacques-Marie Rougé, Au beau pays de la Touraine, Paris, P. Ollendorff, 1901 (OCLC 48175895).
- Jacques-Marie Rougé, Traditions populaires région de Loches (Indre-et-Loire), Paris, E. Lechevalier, 1907 (OCLC 2515395).
- Jacques-Marie Rougé, Folk-lore de la Touraine, Paris, E. Lechevalier, 1909 (OCLC 77339947).
- Jacques Marie Rougé, La Touraine du sud-est en automobile : Récit des deux grandes excursions du VIe Congrès préhistorique, Paris, É. Lechevalier, 1910 (OCLC 84571751).
- Jacques-Marie Rougé, Le Folklore de la Touraine : édition revue et augmentée, Tours, Arrault et Cie éditeurs, 1943, 2e éd., 284 p. 1re édition couronnée par le prix Montyon de l'Académie française en 1923.
- Hubert-Fillay et Jacques-Marie Rougé, Trente ans de régionalisme, Blois, Éditions du « Jardin de la France », 1937 (OCLC 35569810).
- Jacques-Marie Rougé, Aux beaux pays de Loire : Orléanais, Blésois, Touraine, Anjou : lectures, récits, contes, Tours, Éditions Arrault, 1947 (OCLC 21626030).
- Robert Vivier, Jacques-Marie Rougé et Émile Millet, Contes et légendes des pays de Loire, Tours, Éditions Arrault, 1950 (OCLC 7193049).